# Porto Franco
Porto Franco là một đô thị thuộc bang Maranhão, Brasil. Đô thị này có diện tích 1417,483 km², dân số năm 2007 là 18554 người, mật độ 13,09 người/km².